# Grottes de Vallorbe
Les grottes de Vallorbe se trouvent près de la vallée de Joux à Vallorbe. Ces grottes karstiques ont été creusées par l'Orbe qui disparaît à la fin du lac de Joux avant de réapparaître 4,8 kilomètres plus loin sous la forme d'une résurgence à Vallorbe. Le système souterrain n'a été exploré qu'à partir de 1893 par un scaphandrier. Ce n'est qu'à la fin de l'année 1961 que des expéditions plus ambitieuses ont lieu dans le sous-sol et permettent de découvrir un vaste réseau qui sera ouvert au public en 1974. On estime que l'origine des grottes se situe aux alentours du début du Pliocène, il y a sept millions d'années.
Environ un tiers du développement des grottes peut être visité via un parcours d'environ une heure qui constitue une attraction touristique. La température y est quasi constante et se situe dans un intervalle compris entre 8 et 11 °C.

## Introduction
Durant des millions d'années les couches calcaires ont été érodées par l'Orbe, une rivière qui emprunte un parcours souterrain avant de rejaillir du rocher sous la forme d'une source dont les grottes de Vallorbe sont les plus fidèles témoins. À l'intérieur même de ces cavités siège une exposition de minéraux, Le Trésor des Fées, regroupant une collection de plus de 250 minéraux du monde entier sous quatre coupoles creusées à même la roche.
- Coordonnées nationales : 516.405 / 172.477/776
- Altitude de la grotte (entrée) : 750 m
- Altitude de la résurgence (source) de l'Orbe : 776 m
- Étendue du parcours souterrain de l'Orbe (à vol d'oiseau) : 2 980 m
- Dénivellation du parcours souterrain de l'Orbe : 228 m
- Débit de l'Orbe : de 2 m3/s (étiage) à 80 m3/s (crues)
- Température de l'air (constante) : 11 °C
- Température de l'eau : de 4 à 13 °C
- Année de la première plongée (11 m) : 1893
- Année des premières explorations de la cavité immergée : 1961
- Année de mise en exploitation : 1974

Vue en plan du réseau des grottes de Vallorbe. En vert, la zone accessible aux touristes.
1. Entrée 2. Source de l'Orbe 3. Tunnel d'accès 4. Cathédrale 5. Siphon du Désespoir 6. Salle du Millénaire.

## Histoire

### Formation géologique
Voici 150 millions d’années, à l’emplacement même où se développent actuellement les  grottes de l’Orbe à Vallorbe, une mer peu profonde recouvrait tout le pays. Petit à petit, au gré des dépôts marins sédimentaires, s’élaborèrent les roches que l'on y voit. Plus au nord, les rivages des terres émergées de Vallorbe et la reculée de La Dernier, où émerge l’Orbe souterraine[Quoi ?].
Le paysage de cette époque devait ressembler aux Bahamas actuelles, avec une multitude d’îles peu élevées. Puis les millions d’années passèrent, et avec eux l’épaisseur des dépôts sédimentaires augmenta. En ce qui concerne la région de Vallorbe, ce ne sont pas moins de 200 mètres d’épaisseur de « calcaires à grottes » qui se formèrent en moins de 10 millions d’années [réf. nécessaire].
La complexe histoire géologique se poursuivit encore pendant 120 millions d’années avec une multitude de dépôts variés qui s’accumulèrent les uns au-dessus des autres (calcaires, marnes, argiles, grès, conglomérats, etc.).
Voici environ sept millions d’années, la mer se retira définitivement de la région, du fait de l'apparition des Alpes et du Jura. 

### Découverte
L’importante rivière souterraine qui surgit en amont de Vallorbe a depuis longtemps représenté un composant essentiel de la petite cité jurassienne. Personne n’ayant réussi à pénétrer « dans » la montagne par des voies naturelles (grottes, cavernes, gouffres, avens), les explorateurs de la première heure tournèrent alors leur regard vers la source elle-même. C’est ainsi qu’en 1893, le plongeur Pfund, équipé d’un scaphandre « pied lourd » descendit dans la source et atteignit la profondeur de –11 mètres. Il ne put que constater que la galerie spacieuse se poursuivait en profondeur.
À la même époque, des observations et des expériences de coloration de l’eau, réalisées par L. Reymond (1865), C. Guiguer (1884), F.-A. Forel et H. Golliez (1892), L. Piccard (1893), avaient déjà prouvé la liaison souterraine qui existait entre la vallée de Joux (lac Brenet) et la source de l’Orbe.
Puis le temps passa, et comme les techniques de plongée ne progressaient pas rapidement et que les recherches en surface des spéléologues (P. J. Baron, 1951) restaient vaines, il fallut attendre jusqu'en 1961 pour voir une nouvelle équipe de plongeurs s’attaquer à la source. Munis cette fois-ci de scaphandres autonomes, MM. Gallet, J.-C. Protta et A. Sauty, trois jeunes plongeurs du Centre de sports sous-marins de Genève, purent pénétrer 40 mètres dans la cavité immergée. La même année, lors d'une deuxième plongée, ils atteignaient la surface d'un petit lac souterrain à environ 70 mètres de l'entrée de la source. Ce lac d'une surface d'une dizaine de m2 fut baptisé "lac du Silence". L’année suivante, le même trio plongea cinq fois dans la source. À 120 mètres de l’entrée, ils trouvèrent une immense salle noyée dont les parois se perdaient dans la nuit. Leur dernière plongée leur permit d’atteindre un point situé à 140 mètres de l’entrée et à 25 mètres de profondeur, ce qui pour l’époque représentait un exploit dans le domaine de la plongée en siphon ou plongée souterraine.
Ce sont d’autres plongeurs qui, en 1964, entreprirent de poursuivre l’exploration. Christian Giurumello dit « Mello » repéra une fissure à environ 5 mètres de hauteur au-dessus du lac du silence et entreprit d'escalader la paroi pendant que R. Schmid restant dans l'eau gardait le matériel de plongée,. C. Giurumello explora la cavité et fît une reconnaissance à sec sur plus de 60 mètres. Il est selon le terme usuel l’inventeur (ou communément nommé le découvreur) de l'ancien cours de l’Orbe et de son réseau aérien ainsi que des grottes de Vallorbe sur lesquelles il déboucha,,. Avec Bernard Santandrea, l’exploration se poursuivit, puis avec l’aide de Rino Gamba et Jean-François Morel le développement des galeries découvertes atteignit déjà plusieurs centaines de mètres en 1966. Les clichés rapportés à la surface en témoignèrent.
Une équipe de promoteurs vallorbiers constituée par P. Robert, A. Künzli, M. Oulevay et A. Jaillet, syndic, s’intéressa vivement à ces explorations et prit contact avec les plongeurs cités ci-dessus. Une société fut alors fondée et assura le financement des travaux. Une première galerie artificielle fut forée afin d’atteindre la caverne à pied sec. En plus de l’exploration des parties « sèches » du réseau, les années qui suivirent furent une période d’une intense activité pour les plongeurs spéléologues, car la décision avait été prise d’aménager la cavité dans un but touristique ; la collaboration de ces spécialistes demeurait essentielle pour des hommes tels que Paul Robert qui, pour sa part, gérait la partie commerciale du projet.
Le rythme des découvertes se ralentit à partir de la fin des années 1970, puisqu'il est devenu de plus en plus difficile de trouver des continuations ; ceci n'a pas empêché la Société Suisse de Spéléologie (SSS) de persévérer dans l'exploration.
En 2017 des spéléologues découvrent un passage pour accéder à la suite du réseau souterrain de la grotte aux Fées. Il est à ce jour le plus long réseau souterrain du Jura suisse connu. Le 17 août 2018, les spéléologues franchissent le cap des 30 kilomètres de galeries explorées, situées sous la forêt du Risoux, dans la vallée de Joux.

#### Développements depuis l'ouverture au public
En 1974, les grottes de l’Orbe étaient ouvertes au public. Depuis lors, les explorations et les aménagements se sont poursuivis afin d'améliorer l’équipement touristique. Ainsi, en 1983, le point extrême atteignable en talons hauts a été déplacé de 100 mètres en direction de l’amont, avec une splendide vue fuyante vers la Grande salle. En 1986, une deuxième galerie artificielle a été creusée dans la prolongation de la première, afin de pouvoir joindre directement les parties éloignées. En 1987, elles accueillent 79 000 visiteurs. En 1992, sous la présidence de Walter Zehnder, le « Trésor des Fées » a été ouvert au public. Quatre grandes alvéoles ont été excavées dans le rocher même proche de l’entrée artificielle de la cavité pour abriter une collection de minéraux.
En 1985, la Société des grottes de Vallorbe figure parmi les membres fondateurs de l'Association suisse des exploitants de cavernes aménagées pour le tourisme (ASECAT). En juin 1988, le président du conseil d'administration Paul Robert démissionne à la suite d'un conflit avec les autres acteurs touristiques de Vallorbe sur le tarif d'entrée des grottes. La présidence est assurée de manière intérimaire par André Jaillet jusqu'à l'élection de Walther Zehnder en avril 1989.

#### Rôle de la Société suisse de spéléologie (SSS)
La Société suisse de spéléologie (SSS) a également joué un rôle important en ce qui concerne l’exploration et l’étude de la cavité. À partir de 1978, sous la conduite de M. Audetat, une équipe de la SSS entreprit de fouiller systématiquement toutes les galeries sèches et découvrit ainsi plusieurs centaines de mètres de nouveaux conduits (G. Favre, C. Wacker et collaborateurs). Parallèlement, une équipe de plongeurs de la SSS et du Groupe lémanique de plongée souterraine - GLPS (Cyrille Brandt, Olivier Isler et collaborateurs) s’attaqua aux zones noyées et aux siphons de la cavité. Une topographie très précise du siphon d’entrée fut effectuée.
Les siphons des Blocs no 1 et no 2 furent franchis et la galerie de l’Espoir fut découverte jusqu'au siphon du Désespoir. Les années 1980 n’apportèrent pas de découvertes essentielles car il fut de plus en plus difficile de trouver des continuations. Malgré cela, le siphon de la Baignoire fut franchi et l’Orbe active remontée sur une centaine de mètres jusqu'à un immense éboulis qui obstrue entièrement la galerie.
Par la suite, et bien qu’il soit toujours possible de trouver du « neuf » dans la partie connue, les efforts se sont portés vers le seul point prometteur restant : la plongée du siphon du Désespoir. Après un travail important de plusieurs groupes de la SSS, le plongeur Jean-Jacques Bolanz réussit en 1990 à franchir l’obstacle et trouva « la suite » par plus de 55 mètres de profondeur. La branche remontante du siphon aboutit à une titanesque salle parsemée de blocs chaotiques qui conduit 200 m plus loin à un nouveau siphon amont.
Dans les années 2000 et 2010, l'exploration se poursuit lentement et de nouveaux siphons et salles de dimensions très importantes sont parcourus. Le but ultime des spéléologues et de remonter jusqu'aux lacs de Joux et Brenet, aboutissement probable du réseau souterrain. En 2015, le point terminal d'exploration se situait à encore 800 m du lac Brenet.

## Topographie des grottes

### Situation

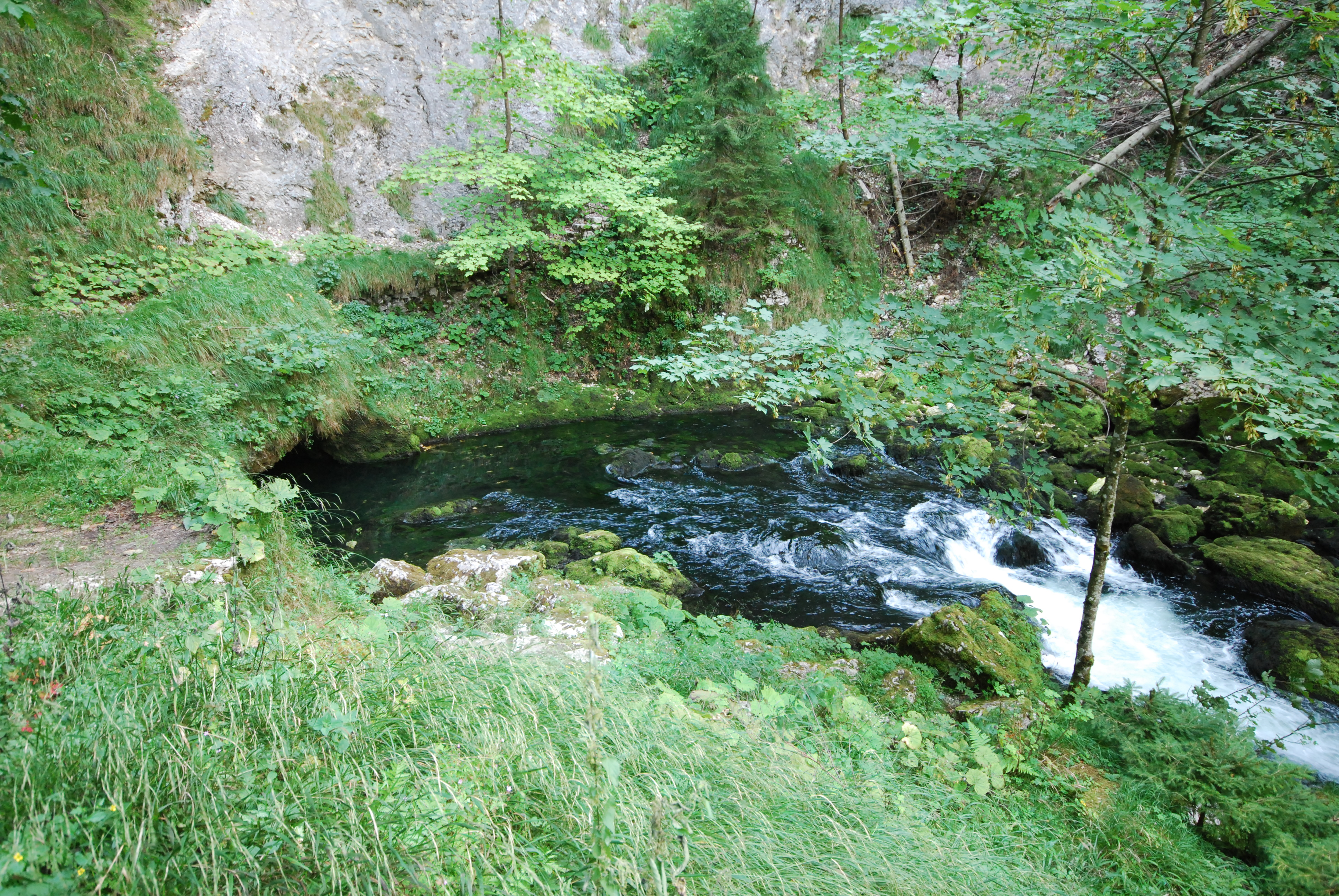
Source de l'Orbe supérieure au lac des Rousses.

Il existe une « Orbe supérieure » et une « Orbe inférieure ». L’Orbe supérieure prend naissance pour sa part au lac des Rousses, en France. La rivière s’écoule ensuite paresseusement en méandres avant de se jeter dans le lac de Joux. La vallée de Joux a été créée lors du plissement du Jura, lorsque se sont formés les reliefs de la chaîne du mont Tendre et du Risoux.
À l’extrémité du lac de Joux, (Le Pont) un autre phénomène géologique important intervient. Une gigantesque faille (ou décrochement) de direction nord-sud a déplacé une montagne entière (dent de Vaulion) en travers de la vallée, et ainsi créé un véritable barrage naturel. On comprend aisément pourquoi les lacs ou glaciers (en période froide) ont pu s’établir et subsister à cet emplacement. On peut donc imaginer que l’eau remplisse toute la vallée avant de s’écouler par le petit col de Pierre à Punex, entre Le Pont et Vallorbe. C’est sans compter sur les roches calcaires fissurées qui bordent les lacs de Joux et Brenet, et qui sont capables d’absorber des quantités considérables de liquide. Ainsi de nombreux entonnoirs ou pertes (Bonport, Rocheray, Moulin, etc.) jouaient ce rôle naturellement avant l’intervention des hommes.
Voici un peu plus de 100 ans, ces derniers décidèrent de forer un exutoire artificiel en direction de Vallorbe, afin d’assurer une meilleure régulation des plans d’eau. Par la suite, cette chute d’eau fut utilisée afin de produire de l’électricité (centrale de La Dernier). Les entonnoirs furent également « aménagés » afin de contrôler les pertes. Aujourd'hui, l’essentiel du débit de « l’Orbe inférieure » qui apparaît à la source de l’Orbe est assuré par des drainages souterrains en relation avec des surfaces beaucoup plus vastes (flancs du mont Tendre et du Risoux, etc.). Cette véritable eau souterraine résultant directement des précipitations (pluie, neige) tombant sur ces massifs suit quant à elle approximativement le même cheminement que les eaux de surface, mais à plusieurs centaines de mètres en profondeur. Ainsi, dans la région de la vallée de Joux, deux Orbes « superposées » doivent en quelque sorte coexister.

### En parcourant les grottes
Souvent qualifiée à tort d’émergence vauclusienne, la source de l’Orbe et son premier siphon, ou galerie noyée, sont dus en fait à une simple accumulation de blocs morainiques (glaciers) et d’éboulis qui se sont accumulés au fond de la reculée, et ont ainsi obstrué la partie inférieure de la galerie, obligeant l’eau à remonter. Rien à voir donc avec la fameuse fontaine de Vaucluse, dont les eaux proviennent d’un « karst » noyé se développant à 300 mètres de profondeur. Le visiteur, qui ne suit pas cette voie humide pour pénétrer dans la cavité, emprunte aujourd'hui le tunnel artificiel qui aboutit directement au lac du Cairn. De cet endroit il surplombe d’une dizaine de mètres l’Orbe retrouvée. 
Un éclairage immergé permet de voir que cet important volume noyé est ici particulièrement calme. Le contraste est saisissant si l’on pense à la turbulence des eaux avant ou après le siphon. Le débit de la rivière est d’environ 2 m3/s à l’étiage (basses eaux), mais peut atteindre environ 80 m3/s lors de crues exceptionnelles (février 1990). La température de l’eau est variable vu les apports en provenance des lacs de surface, et peut passer de 4 à 13 degrés.
La température de l’air oscille autour de 10 degrés dans la grotte tout au long de l’année et l’humidité approche les 100 %. La teneur en gaz carbonique (CO2) est de 0,3 %, soit environ 10 fois plus élevée que celle de l’air extérieur. Cette concentration ne représente toutefois pas de risques et ne produit pas de gêne.

#### De cascades en ressauts
En amont du premier siphon la rivière souterraine s’écoule, comme à l’extérieur, librement parmi d’énormes blocs de rochers tombés de la voûte. En remontant le cours d’eau sur plus de 200 mètres, les spéléologues ont pu atteindre un nouveau siphon actif : le « siphon des Marmites ». Ce passage n’est praticable que lorsque le débit est peu important, car la « galerie des Demi-noyés » est étroite par endroits.
Avant d’arriver au siphon des Marmites, sur la gauche, une énorme galerie fossile se développe sur plus de 600 mètres en direction de Vallorbe. Cette branche importante du réseau représente un ancien parcours souterrain de l’Orbe, lorsque la rivière devait apparaître au jour beaucoup plus en aval. Cette partie de la grotte est richement concrétionnée, spécialement dans la « salle des Aiguilles », où les fistuleuses se côtoient par milliers en rangs serrés.
Pour accéder aux parties amont du réseau, en direction de la vallée de Joux, il faut repartir de la fin de la partie aménagée actuelle et remonter la Grande salle. L’imposant volume de cette dernière résulte de l’effondrement d’immenses blocs de rochers qui se sont détachés des parois et du plafond. Une importante fracturation du terrain (failles) a favorisé à cet endroit la création de cette cathédrale souterraine.
Quant à sa décoration, rien n’y manque : sur son flanc gauche d’imposantes stalactites tombent du plafond, alors que sur son flanc droit ruisselle une immense coulée de calcite et de mondmilch suivie par des « pluies » de fistuleuses translucides. Au sol se développent de nombreuses stalagmites dites en piles d’assiettes. À l’autre extrémité de la Grande salle une série de galets arrondis parsème le sol et forme une véritable « Voie romaine » naturelle.
Il s'agit de l’un des grands carrefours de la grotte. En poursuivant dans l’axe de la Grande salle, il est possible de rejoindre l’Orbe active entre le siphon des Marmites et le siphon de la Baignoire. Sur la droite, et après avoir escaladé une paroi de 15 mètres, on atteint le début de l’importante galerie semi-active qui va livrer la clef pour la suite de l’exploration. À noter qu’en cas de très forte crue cette galerie se remplit complètement d’eau et qu’une impressionnante chute tombe dans la Grande salle. Toute la suite du réseau présente une allure beaucoup plus austère, car mis à part la galerie fossile qui permet d’éviter le siphon des Blocs no 1 et aboutit au début du siphon des Blocs no 2, le conduit est assez uniforme et moyennement concrétionné.
- Sur un karst, ou massif calcaire travaillé par l’érosion, des précipitations sous forme de pluie ou de neige se succèdent tout au long de l’année.
- En réagissant avec la végétation et surtout en traversant les couches superficielles du sol (humus, micro-organismes), l’eau peut devenir « agressive » en augmentant son acidité.
- En traversant ensuite le massif calcaire par les multiples fissures et fractures du terrain, l’eau acide dissout la roche en emportant le carbonate de calcium du calcaire.
- Lorsque l’eau chargée en carbonate de calcium arrive dans l’atmosphère de la grotte, elle peut le déposer (précipitation) à nouveau, sous forme de calcite (cristallisation). Ainsi se forment les stalactites, stalagmites et autres concrétionnements.
- Au sol, le phénomène de concrétionnement (gours) peut se poursuivre par libération également de gaz carbonique contenu dans l’eau (un peu comme les bulles de gaz se libèrent lorsque l’on secoue une bouteille d’eau minérale).
- La rivière souterraine creuse quant à elle d’importantes galeries, soit par érosion chimique, soit par érosion mécanique. Toute cette matière minérale, sous forme dissoute ou sous forme de particules (sable, argile) est ensuite entraînée vers les émergences (sources).

#### Résonances cristallines

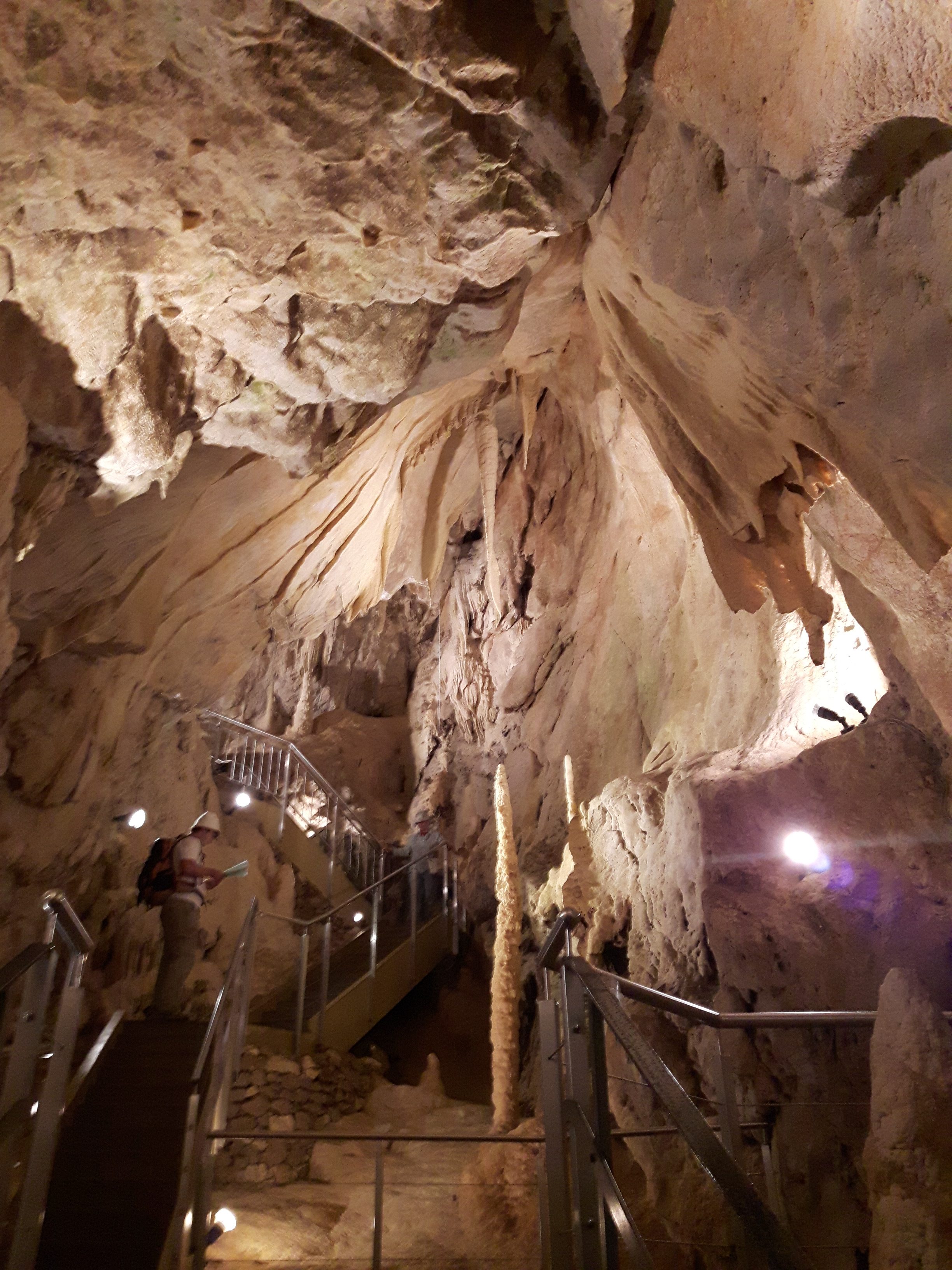
Grottes de Vallorbe.

À partir de la salle du Cairn, on peut observer une multitude de formations minérales très variées  dans cet étage dit « fossile » (entendre abandonné par la rivière active). Concrétionnements en tout genre ornent plafonds, parois et sol. Parmi les plus connues, il faut citer les stalactites et stalagmites qui représentent les formes de cristallisation les plus courantes que l’on rencontre sous terre. À part les objets classiques ressemblant à des cierges ou des pendeloques, il existe une infinité de formes dépendant de la solution nourricière et des caprices du terrain. Longeant la première rampe d’escalier, le concrétionnement s’est même développé sous la forme d’une coulée stalagmitique. Au même endroit apparaissent les premières fistuleuses (ou macaronis) qui sont en fait de petits tubes creux d’environ 4 à 5 millimètres de diamètre formés à raison de 2 à 4 cm par siècle, par dépôts cristallisés de calcite à la périphérie des gouttes d’eau suintant du plafond. Au sommet de l’escalier en colimaçon des « draperies » ornent plafond et parois.
Ayant dépassé la salle Blanche se trouve le lac du Mouton qui, en réalité, pourrait s’appeler siphon du Mouton, car il a été asséché afin de permettre le passage à sec. On peut observer à cet endroit, ainsi qu’un peu plus loin, des concrétionnements formés sous la surface de l’eau, telles des excroissances en « choux-fleurs » ou en « grappes de raisin ». De nombreux « gours » et « microgours » se sont aussi formés dans cette partie de la grotte après la Grande colonne. Un escalier permet sur la droite d’accéder à la salle de la Méduse, richement concrétionnée.
La Grande colonne avec ses huit mètres de hauteur est l’une des plus grandes concrétions de la grotte. En redescendant en direction de la rivière on peut encore observer de nombreuses formations, dont la plus longue fistuleuse de Suisse, qui atteint 4 mètres de longueur. Également présentes dans la grotte de l’Orbe, il faut citer les concrétions excentriques qui peuvent croître en filaments ou fines gouttelettes, ou encore les fameuses « piles d’assiettes » de la Grande salle résultant de l’éclatement des gouttes d’eau tombant d’une grande hauteur.

## Attractions touristiques

### Le trésor des fées
L’architecte Bernard Verdon a réalisé quatre alvéoles nécessitant la pratique de l’empoché, qui abritent une collection de minéraux. Cette création, qualifiée d'« architecture de soustraction » et surnommée « le trésor des fées » prétend faire la synthèse entre la mise en forme des éléments de soutènement indispensables et la mise en valeur des minéraux exposés. 
Le travail mécanique d’extraction de la roche a imposé des tracés et des formes géométriques simples mais rigoureuses. Ce lieu d’exposition en forme de coupole représente la persistance d’une forme essentielle liée à l’histoire des civilisations. 
Les vitrines d’exposition se développant de manière uniforme sur le pourtour des espaces présentent une collection minérale esthétique. Prolongation des richesses minérales souterraines de la cavité elle-même, cette présentation cristalline a été conçue davantage pour le plaisir des yeux que dans un but académique. 

### La légende de Donat
Se référant à une légende ancienne, l’accueil dans les alvéoles est assuré par la présence d’une fée. En 1908, à l’occasion de l’inauguration du casino de Vallorbe, une pièce théâtrale écrite par Georges Jaccottet, musique d’Édouard Combe, eut un succès considérable. Tout le Pays romand vint à Vallorbe lors des douze représentations. Voici un extrait de la légende, qui justifie l'appellation de « trésor des fées » donné à l'exposition cristallographique  (cf. supra).

Parmi les ouvriers des forges de Vallorbe était un garçon nommé Donat. Beau, robuste, hardi, il passait surtout pour être présomptueux et bavard.
On prétendait les grottes habitées par des fées, qui, paraît-il, se laissaient voir de temps en temps. Au dire de ceux qui les avaient vues, ces dames étaient grandes et belles, bien faites, leur voix harmonieuse.
Donat voulut percer le mystère et s’en fût un jour visiter la grotte. Il trouve dans un coin un lit de fougères et fatigué s’y endort. À son réveil, il voit la grotte éclairée et à ses côtés une fée qui lui tend sa main blanche, lui disant : « Donat, tu me plais, veux-tu rester avec moi ? Je te rendrai heureux un siècle et te donnerai la connaissance de toute chose, à condition de ne jamais chercher à me voir dans mes appartements, et tu recevras chaque jour une pièce d’or et une perle. » Le jeune homme accepte avec joie.
Ils furent heureux quelques jours, puis Donat voulut pénétrer dans la chambre de la fée. Celle-ci reposait, sa robe légèrement relevée, et il remarqua les pieds en forme de patte d’oie de la fée. Mais la fée s’éveilla et le chassa de la grotte en lui recommandant de ne rien révéler de ce qu’il avait vu ou entendu sous peine de punition. 
Rentré dans les forges, Donat s’empresse de raconter ses aventures et tous se moquent de lui disant qu’il a rêvé. Comme preuve de ce qu’il avance il veut alors montrer les perles et les pièces d’or qu’il a reçues, mais il ne trouve plus que des feuilles mortes et des grains de genièvre. Furieux et humilié, Donat quitte le pays et on ne le revit plus.